# 俺たちに明日はある
「俺たちに明日はある」（おれたちにあすはある）は、SMAPの19枚目のシングル。1995年11月11日にビクターエンタテインメントから発売された。

## 概要
タイトルは映画『俺たちに明日はない』のパロディ。
メンバーの木村拓哉がダウンタウンの浜田雅功とダブル主演した、TBS系ドラマ『人生は上々だ』主題歌。木村のみソロパートが与えられている。
一番のユニット部分は、最初が木村・稲垣・草彅で、次が中居・森・香取である（森の脱退後は中居と香取の二人で歌っている）。
「俺たちに明日はある」は1996年3月3日発売の『SMAP 008 TACOMAX』（アルバムバージョン）、1997年3月26日発売の『WOOL』（別アルバムバージョン）、2001年3月23日発売の『Smap Vest』、2016年12月21日発売の『SMAP 25 YEARS』に収録されている。
『SMAP 008 TACOMAX』のアルバムバージョンは海外の超一流ミュージシャン（Dr: William “JuJu” House, Gt: Wah Wah Watson, Pf: Jim Beard, A.Sax: Jay Beckenstein）が演奏に参加している。『WOOL』に収録されているものはこのバージョンを再編集したものである。
B面の「この街で今も君は」はアルバム未収録。ロッテ「シュガーレスガム」のCMソングでもあった。
2014年、SMAPが総合司会を務めた第28回FNSの日『武器はテレビ。SMAP×FNS27時間テレビ』内の同名ドラマのテーマ曲に使われた。ドラマ内で『どうか届きますように』と共に歌われるシーンがあった。
このシングルの発売から半年後の1996年5月末をもって森且行がSMAPを脱退したため、6人時代のドラマ主題歌の担当は本曲が最初で最後となった。
2016年、SMAPが解散するまで、木村が主演するドラマで唯一SMAPの主題歌になった曲でもある。(ちなみに、メンバーの中でSMAPの楽曲主題歌が多かったのは草彅の7曲である。)
SMAP解散後、2020年にソロ歌手デビューした木村がライブツアー『TAKUYA KIMURA Live Tour 2020 Go with the Flow』の最終日にて、『夜空ノムコウ』と『SHAKE』とともに、同曲を披露した。

## チャート成績
- 1995年11月20日付のオリコン週間シングルチャートで、初週28.3万枚を売り上げ、初登場1位を獲得した。
- 累計売上は78.5万枚（オリコン調べ）。

## 収録曲
1. 俺たちに明日はある
作詞:相田毅 作曲・編曲:岩田雅之
  - 木村拓哉出演 TBS系『人生は上々だ』主題歌
2. この街で今も君は
作詞:相田毅 作曲:谷本新 編曲:CHOKKAKU コーラスアレンジ:岩田雅之
  - SMAP出演 ロッテ「シュガーレスガム」CMソング
3. 俺たちに明日はある（music track）
4. この街で今も君は（music track）

## 収録アルバム
- SMAP 008 TACOMAX（#1）
  - アルバム・バージョンを収録。
- Wool（#1）
  - 別アルバム・バージョンを収録。
- Smap Vest（#1）
- SMAP 25 YEARS（#1）

## 映像作品
俺たちに明日はある
- SMAP Winter Concert 1995-1996
- SMAP 010 "TEN"
  - 5人体制 初披露
- 1997 SMAP LIVE ス
- SMAP LIVE AMIGOS!
- LIVE BIRDMAN
- LIVE pamS
  - 稲垣が謹慎のため4人で披露
- Smap! Tour! 2002!
- Live MIJ
- SMAPとイッちゃった! SMAP SAMPLE TOUR 2005
- SMAP 2008 super.modern.artistic.performance tour
- We are SMAP! 2010 CONCERT DVD
- Mr.S "saikou de saikou no CONCERT TOUR"
- Clip! Smap! コンプリートシングルス（ライブ映像）